# Distretto di San Pedro de Chunán
Il distretto di  San Pedro de Chunán è uno dei trentaquattro distretti della provincia di Jauja, in Perù. Si trova nella regione di Junín e si estende su una superficie di 8,44  chilometri quadrati.